# Teenage Mutant Ninja Turtles II: The Secret of the Ooze
Teenage Mutant Ninja Turtles II: The Secret of the Ooze is een Amerikaanse film uit 1991, gebaseerd op de Teenage Mutant Ninja Turtles stripboeken. Daarmee was dit de tweede film gebaseerd op de strip. De film werd geregisseerd door Michael Pressman. Hoofdrollen waren er onder anderen voor Marc Caso, Michelan Sisti en Paige Turco. De film ging in première in maart 1991, en werd met gemengde reacties ontvangen. De film deed afstand van de duistere ondertoon uit de strips, die in de vorige film wel trouw werd gevolgd, en koos voor een wat lichtere en humoristische benadering. De film was net als zijn voorganger zeer populair, en was de 13e meest opbrengende film van dat jaar.
De film gaat verder waar de vorige ophield. Shredder keert terug voor wraak. Ook wordt dieper ingegaan op de oorsprong van de Turtles. In tegenstelling tot de vorige film gebruiken de Turtles in deze film maar zelden hun wapens, en vechten vooral met hun blote handen.

## Plot
De Turtles zijn gedwongen hun intrek te nemen in het appartement van April O'Neil aangezien de Foot Clan de locatie van hun schuilplaats in de riolen weet. Terwijl de Turtles een nieuwe schuilplaats zoeken ontmoetten ze de pizzabezorger Keno, die en groep straatrovers probeert te bevechten. De Turtles helpen hem.
De Foot Clan is bij lange na niet zo groot meer als in de eerste film. Meester Tatsu, Shredders rechterhand, probeert de leiding over de clan op zich te nemen. Zijn toespraak wordt echter onderbroken door Shredder, die zijn gevecht uit de vorige film heeft overleefd. Wel hebben zijn val en het gevecht hun tol geëist. Hij is nu fysiek misvormd. Hij stuurt de Foot om April op te sporen.
April doet een onderzoek naar een bedrijf dat bekendstaat als TGRI. Een wetenschapper van dit bedrijf ontdekt dat een afvalproduct geproduceerd door het bedrijf mutatie veroorzaakt in de nabijgelegen flora. Een Foot lid dat zich voordoet als medewerker van TGRI informeert Shredder hierover, en Shredder laat de Foot Clan wat van dit product halen. Splinter ziet het verslag over TGRI op het journaal en toont de Turtles en April de cilinder waar het slijm in zat dat de Turtles en Splinter heeft veranderd in wat ze nu zijn. Splinter puzzelt de gebroken cilinder weer in elkaar, waardoor het TGRI logo zichtbaar wordt.
De Turtles infiltreren in het TGRI kantoor om het slijm te halen, maar lopen daar Tatsu en de Foot Clan tegen het lijf. Hoewel de Turtles hun best doen om hen te stoppen, slagen de Foot erin te ontsnappen met de laatste cilinder slijm. Ze ontvoeren ook de hoofdwetenschapper van TGRI, Professor Jordan Perry. Shredder dwingt Perry om een bijtschildpad en een wolf met het slijm te muteren tot Tokka en Rahzar. Perry verandert buiten Shredders weten om iets aan het slijm om het intelligentieniveau van de nieuwe mutanten te verlagen. Dit maakt de twee weliswaar sterk, maar verre van intelligent. In plaats van “meester” noemen ze Shredder “mama”. Wanneer Shredder een demonstratie van hun ongelofelijke kracht ziet, besluit hij dat ze hem toch van nut kunnen zijn.
Raphael achtervolgt de Foot terwijl de andere drie Turtles een nieuwe schuilplaats vinden in een verlaten metrostation. Met behulp van Keno infiltreert Raphael in het Foot hoofdkwartier, maar wordt gevangen. Keno waarschuwt de anderen. Tijdens hun reddingsactie worden de Turtles geconfronteerd door Tokka en Rahzar, die de vloer met hun aanvegen. Ze slagen er toch in om zowel Raphael als Perry te redden, en vluchten terug naar hun schuilplaats.
Perry en Donatello maken een tegengif voor het slijm, en confronteren Tokka en Rahzar bij een nachtclub. Ze slagen erin hun het tegengif op te laten eten, maar het werkt niet. Het gevecht tussen de Turtles en Tokka en Rahzar verplaatst zich van buiten naar binnen. In de nachtclub ontstaat in eerste instantie paniek, totdat de aanwezige artiest, Vanilla Ice, ter plekke een raplied improviseert getiteld "Go Ninja, Go Ninja, Go!". Uiteindelijk blijkt het tegengif niet te werken omdat Tokka en Rahzar de koolstofdioxide die nodig is voor de antimutatie uitboeren. De Turtles gebruiken brandblussers om de twee een extra grote dosis koolstofdioxide te geven en het tegengif begint eindelijk te werken. Al gauw zijn Tokka en Rahzar weer hun oude zelf.
Shredder is woest over deze nederlaag. Hij gebruikt het laatste restje slijm om zichzelf te muteren tot Super-Shredder. Terwijl hij de Turtles bevecht onder een pier breekt hij in blinde woedde een aantal steunpilaren. Hierdoor valt de hele pier boven op hem, wat zijn einde betekent.
Terug in hun schuilplaats blijkt dat het “optreden” van de Turtles in de nachtclub de voorpagina van de krant heeft gehaald. Splinter is hier allesbehalve tevreden over.

## Rolverdeling

### Acteurs
| Acteur           | Personage              |
| ---------------- | ---------------------- |
| Paige Turco      | April O'Neil           |
| Michelan Sisti   | Michelangelo           |
| Leif Tilden      | Donatello              |
| Kenn Troum       | Raphael                |
| Mark Caso        | Leonardo               |
| David Warner     | Professor Jordan Perry |
| Ernie Reyes, Jr. | Keno                   |
| François Chau    | The Shredder           |
| Toshishiro Obata | Tatsu                  |
| Mark Ginther     | Rahzar                 |
| Kurt Bryant      | Tokka                  |
| Kevin Nash       | Super Shredder         |

### Stemacteurs
| Acteur             | Personage       |
| ------------------ | --------------- |
| Adam Carl          | Donatello       |
| Brian Tochi        | Leonardo        |
| Robbie Rist        | Michaelangelo   |
| Laurie Faso        | Raphael         |
| Kevin Clash        | Splinter        |
| David McCharen     | Shredder        |
| Michael McConnohie | Tatsu           |
| Frank Welker       | Tokka en Rahzar |

## Achtergrond

### Ontvangst
De film werd amper een jaar na de eerste film uitgebracht met taglines als "Back by bodacious demand" en "Cowabunga, it's the new turtle movie". Teenage Mutant Ninja Turtles II: The Secret of the Ooze ging op 22 maart 1991 in de Amerikaanse bioscopen in première, en van juni t/m augustus ook in andere landen. De film werd door de critici niet bijster goed ontvangen, maar was wel populair bij een jonger publiek. De film stond op nummer één in Noord-Amerika gedurende het eerste weekend dat hij te zien was en bracht toen 20 miljoen dollar op. Uiteindelijk bracht de film in totaal 78.656.813 dollar op. Hoewel de film een groot kassucces was, wist hij niet het succes van zijn voorganger te evenaren.
Hoewel Secret of the Ooze nog deels de grimmige ondertoon van de eerste film heeft, is de film in zijn algemeenheid een stuk lichter en humoristischer en doet ook meer denken aan de eerste animatieserie. Sommigen vonden dat de sfeer van de eerste film ontbrak in The Secret of the Ooze. Dit was waarschijnlijk deels te wijten aan het feit dat de film zich focuste op het slijm (ooze) als plotelement, de twee nieuwe mutanten en de sciencefictionachtige verhaallijn. Een ander element waardoor de film als lichter werd gezien was het optreden van Vanilla Ice, iets waar fans nog jarenlang de spot mee hebben gedreven. Er was ook duidelijk minder gebruik van wapens in de film, waarschijnlijk om dat de eerste film vele kritieken kreeg over de mate van geweld.

### Productie
Vanwege het enorme succes van de eerste film was het min of meer te verwachten dat er een sequel zou komen. De film werd geproduceerd met een budget van $25 miljoen, hoger dan het budget van de eerste film. Dat was 13,5 miljoen dollar. Net als de eerste film werd The Secret of the Ooze gedistribueerd door New Line Cinema. De stemacteurs van Michaelangelo en Leonardo waren dezelfde als in de vorige film, maar die van Leonardo en Raphael niet. Ook werd April gespeeld door een andere actrice. Het personage Casey Jones, die in de eerste film een belangrijke rol speelde, werd weggelaten uit de tweede film. Ernie Reyes Jr. die in de eerste film Donatello’s stand-in voor de vechtscènes was, speelde in deze film de rol van Keno. De producers vonden Reyes namelijk zo goed dat ze speciaal voor hem een rol bedachten. Todd W. Langen schreef wederom de screenplay.
Het verlaten metrostation dat dienstdoet als nieuwe schuilplaats van de Turtles is gebaseerd op een echt verlaten New Yorks station: City Hall Station. Gedurende het filmen van de scène waar de Turtles gevangenzitten in een net en op de grond vallen, brak een van de stuntmannen zijn enkel.
Een deel van de opnames vond plaats in North Carolina, net als de eerste film. Ook nu weer werd de New York Skyline nagebouwd in de filmstudios van North Carolina. Het gebouw dat dienstdoet als toegang tot April’s appartement is het kantoor van de New Yorkse locatie van Jim Henson's Creature Shop, die al het animatronicswerk voor de film deed. De film werd opgedragen aan de nagedachtenis van Jim Henson.

### Merchandising
Het Teenage Mutant Ninja Turtles franchise was op het hoogtepunt van zijn populariteit toen de film uitkwam. Speciaal voor de film werd een nieuwe speelgoedserie gemaakt, waaronder "Movie Star" speelgoed van alle vier de Turtles. In tegenstelling tot de normale Turtles figuren waren de actiefiguurtjes gebaseerd op de film zachter en rubberachtig om beter te lijken op de animatronic kostuums in de film. Een officiële strip van de film werd gemaakt door Eastman en Laird.
Actiefiguurtjes van Super Shredder, Tokka en Rahzar werden ook gemaakt, maar waren minder in overeenstemming met de film dan de vier turtles. De Playmates compagnie produceerde de figuurtjes. De populariteit van de Turtles verplaatste zich zelfs naar de voedselindustrie.Royal Gelatin Desserts nam de naam "Ooze" aan voor hun product.

### Muziek
Een origineel muziekalbum werd uitgebracht samen met de film in 1991 door SBK Records.
Het album bevatte 10 muzieknummers uit de film. Er was muziek van artiesten als Ya Kid K, Cathy Dennis, David Morales, Tribal House en Dan Hartman. Het meest bekende nummer is echter de Ninja Rap van rapper Vanilla Ice. Dit nummer wordt het meest geassocieerd met de film aangezien Vanilla zelf meedoet in de film en daar het nummer zingt. Een videoclip van het nummer werd gelijktijdig met de film uitgebracht.

### Overig
De film is uitgebracht op dvd, maar een special edition is nog niet verschenen. Teenage Mutant Ninja Turtles II: The Secret of the Ooze is ook verkrijgbaar in een driedelig pakket met de andere twee films uit de jaren 90. Alternatieve versies van de film bestaan op video’s. In Engeland werd de film bij eerste uitgave sterk aangepast om de scènes met nunchakus te verwijderen.

## Trivia
- Aan het begin van de film waar April haar appartement binnengaat en een stapel tijdschriften oppakt, kan boven op de stapel een stripboek van de Turtles worden gezien.
- Oorspronkelijk wilden de producers Bebop en Rocksteady, Shredders helpers uit de eerste animatieserie, gebruiken voor de film. Eastman en Laird waren hier echter tegen, dus werden Tokka en Rahzar bedacht.